# Benedict (Nebraska)
Benedict je selo u američkoj saveznoj državi Nebraska. Prema popisu stanovništva iz 2010. u njemu je živjelo 234 stanovnika.